# Johan Cruyff Arena
Amsterdam ArenA je fotbalový stadion v hlavním městě Nizozemska Amsterdamu a je domovem Ajaxu Amsterdam. Amsterdam ArenA pojme 51 628 diváků, všechna místa jsou přitom k sezení.
Stadion byl v roce 1996 otevřen utkáním mezi Ajaxem Amsterdam a AC Milán. Náklady na stavbu se odhadují na 212 milionů guldenů, neboli 96 milionů eur.